# Luyten 726-8
Luyten 726-8 (eller Gliese 65) är en dubbelstjärna som tillhör jordens närmaste grannar bland stjärnorna. Avståndet är 8,6 ljusår i stjärnbilden Valfiskens stjärnbild. Komponenten Luyten 726-8B är mera känd under sitt variabelnamn, UV Ceti, eftersom den blivit prototypstjärna för denna klass av flarestjärnor. Även A-komponenten är en flarestjärna av UV Ceti-typ och har variabelnamnet BL Ceti.
Stjärnsystemet upptäcktes 1948 av den holländsk-amerikanske astronomen Willem Jacob Luyten när han höll på att upprätta en katalog över stjärnor med stor egenrörelse.  Han noterade den stora egenrörelsen av 3,37 bågsekunder per år och katalogiserade stjärnan Luyten 726-8. De båda stjärnorna i systemet har ungefär samma skenbara ljusstyrka, när man bortser från deras variationer i ljusstyrka, magnitud 12,7 och 13,2. De går i omloppsbana runt varandra med en omloppstid på 26,5 år. Avståndet mellan A- och B-komponenten  varierar mellan 2,1 och 8,8 AU. Med ett avstånd till jorden på 8,58 ljusår är dubbelstjärnan på sjuttonde plats bland våra närmaste stjärngrannar. Som närmast solsystemet var Luyten 726-8 för 28700 år sedan, då avståndet var 7,2 ljusår.